# Ylinen Naartijärvi
Ylinen Naartijärvi är en sjö i Haparanda kommun i Norrbotten och ingår i Keräsjoki-Sangisälvens kustområde. Sjön har en area på 0,224 kvadratkilometer och ligger 55 meter över havet. Byn Aavajärvi är belägen cirka 1 km nordöst om sjön och cirka 3 km söder om sjön finns byn Naartijärvi.

## Delavrinningsområde
Ylinen Naartijärvi ingår i det delavrinningsområde (732477-186669) som SMHI kallar för Mynnar i havet. Medelhöjden är 46 meter över havet och ytan är 62,92 kvadratkilometer. Det finns inga avrinningsområden uppströms utan avrinningsområdet är högsta punkten. Avrinningsområdets utflöde Aavajoki mynnar i havet. Avrinningsområdet består mestadels av skog (78 procent) och sankmarker (16 procent). Avrinningsområdet har 0,49 kvadratkilometer vattenytor vilket ger det en sjöprocent på 0,8 procent.